# 뉴챔프
뉴챔프(New Champ, 본명: 정현철, 1986년 6월 11일 ~ )는 대한민국의 래퍼로, 뉴블락베이비즈 크루의 일원이자 게릴라즈 크루의 전 리더이다.

## 방송
- 연애불변의 법칙 시즌 7 나쁜남자 (2009)
- 쇼미더머니 1 (2012)
- 쇼미더머니 3 (2014) - 2차 예선 탈락
- 쇼미더머니 4 (2015) - Top16
- 쇼미더머니 6 (2017) - 3차 예선 탈락
- 쇼미더머니 777 (2018) - Top24
- 쇼미더머니 8 (2019) - Top87
- 방구석 래퍼 (2022) - Top20

## 음반

### 정규 앨범
- Me (Mutant's Excuse) (2018년)

### EP
- 전시의 밤 (2013년)
- Training Zombie (2017년)

### 싱글
- 야하게 (2014년)
- LP 4 Da Lady (2014년)
- Microphone Machine Gunner (2015년)
- 추리닝 좀비 모드(Feat. 죄와벌, 슬리피, 우디고차일드, 노엘, 루다) (2017년)

### OST
- 이혼변호사는 연애중 OST Part 4 (2015년)

### 참여 음반
- Love Emotion (놈놈놈, 2010년)
- 헤어졌대 (매리앤지선, 2010년)
- Love Emotion 2 (놈놈놈, 2010년)
- We Make It Rain (머니레인, 2011년)
- 개판오분전 (바스타즈, 2012년)
- Lips (홀리하츠, 2013년)
- Sound Providers Of Korea (2014년)
- 바보였나봐 (문샤인, 2016년)
- Mental (프리마테, 2016년)
- self-communig (프란코, 2019년)